# Řády, vyznamenání a medaile Barbadosu

Řád svobody Barbadosu

Systém státních vyznamenání Barbadosu se podobá systému používanému ve Spojeném království. Také se skládá z řádů, medailí a vyznamenání. Jmenování provádí prezident Barbadosu každoročně v Den nezávislosti.
Před přechodem Barbadosu na parlamentní republikánský systém mohli být občané Barbadosu oceňováni v rámci britského systému vyznamenání. To s vytvořením Barbadoské republiky přestalo platit. Stejně tak skončilo jmenování rytířů a dam svatého Ondřeje.

## Systém vyznamenání

### Řády
- Řád národních hrdinů byl založen dne 20. dubna 1998.[2]
- Řád Barbadosu byl založen dne 25. července 1980.[3]
  -  Řád svobody Barbadosu byl založen dne 19. srpna 2019.[4]
  - Řád republiky

### Vyznamenání a ocenění
Jako součást Řádu Barbadosu:
- Gold Award of Achievement
- Trident of Excellence
- Barbados Service Award
- Barbados Services Medal of Honour
- Barbados Humanitarian Service Award
- Award of Pride of Barbados[5]
- Prime Minister's Award for Leadership

Vyznamenání za statečnost:
- Barbados Star of Gallantry
- Barbados Bravery Medal

### Medaile
- Služební medaile cti

### Vyznamenání
- Barbadoské jubilejní vyznamenání[6]

- Zlatá cena za úspěchy[7]
- Barbadoské vyznamenání stého výročí[8]

## Dřívější vyznamenání
Jako součást Řádu Barbadosu:
- Rytíř či Dáma svatého Ondřeje
- Společník cti Barbadosu
- Koruna za zásluhy

## Styl oslovení
Rytíři a dámy svatého Ondřeje mohou před svým jménem používat titul Sir nebo Dame a za jménem postnominální písmena KA/DA. Společníci cti Barbadosu a držitelé Řádu republiky mohou být oslovováni jako The Honourable a za jménem používají postnominální písmena CHB či OR, zatímco příjemci Řádu svobody Barbadosu jako The Most Honourable a za jménem používají postnominální písmena FB. Členové Řádu národních hrdinů jsou oslovováni jako národní hrdinové s titulem The Right Excellent. Příjemci ostatních barbadoských ocenění nemají právo na titul a používají pouze příslušná postnominální písmena.